# بن دمپسی
بن دمپسی (انگلیسی: Ben Dempsey؛ زادهٔ ۲۵ نوامبر ۱۹۹۹) بازیکن فوتبال اهل بریتانیا است.
از باشگاه‌هایی که در آن بازی کرده‌است می‌توان به باشگاه فوتبال دالیچ هملت و باشگاه فوتبال چارلتون اتلتیک اشاره کرد.